# Tina Sinatra
Christina Sinatra (* 20. června 1948 Los Angeles) je americká bývalá zpěvačka, herečka a filmová producentka.

## Časný život
Narodila se 20. června 1948 v Los Angeles, jako nejmladší dítě amerického zpěváka a herce Franka Sinatry a jeho první manželky Nancy Barbato Sinatra. Má dva sourozence, Nancy a Franka Jr. Její rodiče se rozvedli, když ji byly tři roky.

## Kariéra
V roce 1968 se objevila na albu Sinatra Family Wish You Merry Christmas se svým otcem a sourozenci. Na albu zpívala v pěti skladbách, včetně písně „Santa Claus Is Coming to Town“ a se sestrou v duetu O Bambino (One Cold and Blessed Winter). Také se objevila se svými sourozenci v epizodě televizní show Deana Martina s jeho dětmi.
Netoužila být zpěvačku jako její otec a sourozenci, více se věnovala herectví. V Německu, kde žila se objevila na televizních obrázovkách s Jeffem Coreyem v televizním seriálu. Později se vrátila do Spojených států amerických, kde účinkovala v televizních seriálech Adam-12, It Take a Thief a Mannix.
Jako příležitostná producentka se také objevila v televizním filmu Fantasy Island (1977), který se stal pilotním programem pro dlouhotrvající televizní seriál téhož titulu. Byla výkonným producentem televizní miniserie CBS z roku 1992 s názvem Sinatra, která popisovala život jejího otce. Byla také producentkou remaku filmu svého otce z roku 1962, The Manchurian Candidate, kde Frank Sinatra hrál hlavní roli a distribuční práva k filmu měl až do své smrti.
Ve svých pamětech o své herecké kariéře napsala, že i když recenze byly na ní obecně příznivé, postrádala ambice a důvěru stát se herečkou. V zábavním průmyslu zůstala, stala se divadelním agentem pod Arnoldem Stiefelem a také zastupovala Roberta Blakea. V roce 2000 společně s Jeffem Coplonem publikovala vzpomínky Dcera mého otce.

## Osobní život
Dne 26. ledna 1974 se v bytě svého otce v Caesars Palace v Las Vegas vdala za hudebníka Wese Farrella. Rozvedli se 3. září 1976. Dne 30. ledna 1981 se vdala za Richarda Cohena. Rozvedli se dne 11. ledna 1983 po dvou letech manželství. V roce 2015 vydala petici ve prospěch výstavby Beverly Hills Community Dog Park v Beverly Hills.